# Béla Tarr
Béla Tarr (ur. 21 lipca 1955 w Peczu) – węgierski reżyser, scenarzysta i producent filmowy.
Pierwsze amatorskie filmy nakręcił w wieku 16 lat. Pod koniec lat 70. rozpoczął współpracę ze studiem filmowym im. Béli Balazsa, które w 1979 pomogło sfinansować jego pełnometrażowy debiut Ognisko zapalne (Családi tűzfészek). W 1981 ukończył studia na wydziale reżyserii Wyższej Szkoły Filmowej w Budapeszcie. W 1994 nakręcił swoje najsłynniejsze dzieło – ponad 400-minutowy film Szatańskie tango (Sátántangó) będące ekranizacją powieści László Krasznahorkaia.
Tarr jest uznawany za wielkiego indywidualistę tworzącego hipnotyczne, alegoryczne filmy bez skrótów narracyjnych, porównywane do stylu Tarkowskiego, lecz pozbawione jego idealizmu.

## Filmografia
- Ognisko zapalne (Családi tűzfészek) 1979
- Outsider (Szabadgyalog) 1980
- Ludzie z prefabrykatów (Panelkapcsolat) 1981
- Jesienny almanach (Őszi almanach) 1984
- Potępienie (Kárhozat) 1987
- Szatańskie tango (Sátántangó) 1994
- Harmonie Werckmeistera (Werckmeister harmóniák) 2000
- Człowiek z Londynu (L’homme de Londres) 2007
- Koń turyński (A torinói ló) 2011